# Selección de fútbol de Kurdistán
La selección de fútbol de Kurdistán es el equipo que representa a nivel internacional a la zona de Kurdistán en Asia occidental.
No pertenecen ni a la FIFA ni a la AFC, por lo que no pueden participar en los torneos que estos organizan. Actualmente el equipo es miembro de la ConIFA.
El equipo jugó por primera vez en la Copa Mundial VIVA 2008, terminando en el 4 º lugar después de una derrota por 3-1 ante Laponia. Su primera victoria en el torneo fue en un partido contra Provenza.

## Kurdistán en las competiciones
Desde 2008, Kurdistán participó de cuatro de las cinco ediciones de la Copa Mundial VIVA, en las que ha quedado entre los cinco primeros puestos, aunque sólo ha sido primero una vez, cuando le tocó organizar la copa. 

### Copa Mundial VIVA
| Copa Mundial VIVA | Copa Mundial VIVA | Copa Mundial VIVA | Copa Mundial VIVA | Copa Mundial VIVA | Copa Mundial VIVA | Copa Mundial VIVA | Copa Mundial VIVA | Copa Mundial VIVA |
| Año               | Posición          | GP                | G                 | E                 | P                 | GA                | GC                |                   |
| ----------------- | ----------------- | ----------------- | ----------------- | ----------------- | ----------------- | ----------------- | ----------------- | ----------------- |
| 2006              | No participó      | No participó      | No participó      | No participó      | No participó      | No participó      | No participó      |                   |
| 2008              | 4º                | 5                 | 1                 | 2                 | 2                 | 7                 | 7                 |                   |
| 2009              | 2º                | 4                 | 2                 | 0                 | 2                 | 11                | 4                 |                   |
| 2010              | 2º                | 4                 | 3                 | 0                 | 1                 | 9                 | 5                 |                   |
| 2012              | 1º                | 4                 | 4                 | 0                 | 0                 | 11                | 2                 |                   |
| Total             | Mejor: 1º         | 17                | 10                | 2                 | 5                 | 38                | 18                |                   |

### Copa Mundial de Fútbol de ConIFA
| Copa Mundial de Fútbol de ConIFA | Copa Mundial de Fútbol de ConIFA | Copa Mundial de Fútbol de ConIFA | Copa Mundial de Fútbol de ConIFA | Copa Mundial de Fútbol de ConIFA | Copa Mundial de Fútbol de ConIFA | Copa Mundial de Fútbol de ConIFA | Copa Mundial de Fútbol de ConIFA | Copa Mundial de Fútbol de ConIFA |
| Año                              | Posición                         | GP                               | G                                | E                                | P                                | GA                               | GC                               |                                  |
| -------------------------------- | -------------------------------- | -------------------------------- | -------------------------------- | -------------------------------- | -------------------------------- | -------------------------------- | -------------------------------- | -------------------------------- |
| 2014                             | 6º                               | 5                                | 1                                | 3                                | 1                                | 14                               | 6                                |                                  |
| 2016                             | 8º                               | 5                                | 2                                | 3                                | 0                                | 9                                | 3                                |                                  |
| 2018                             | No participó                     | No participó                     | No participó                     | No participó                     | No participó                     | No participó                     | No participó                     |                                  |
| 2020                             | Evento cancelado                 | Evento cancelado                 | Evento cancelado                 | Evento cancelado                 | Evento cancelado                 | Evento cancelado                 | Evento cancelado                 |                                  |
| 2022                             | Por definir                      | Por definir                      | Por definir                      | Por definir                      | Por definir                      | Por definir                      | Por definir                      |                                  |
| Total                            | Mejor: 6º                        | 10                               | 3                                | 6                                | 1                                | 23                               | 9                                |                                  |

## Jugadores

### Jugadores 2012
| Posición | Nombre                     | Club                           | Apariciones int. | Goles int. |
| POR      | Ghafur Othman              | Brusk FC                       | 4                | 0          |
| POR      | Didar Hamid                | SPAL 2013                      | 8                | 0          |
| POR      | Kawa Dino                  | Dohuk FC                       | 0                | 0          |
| DEF      | Sabah Hasib                | FC Calicut                     | 5                | 0          |
| DEF      | Mohamad Hama Khan          | Quartz SC                      | 15               | 1          |
| DEF      | Bayar Abubakir             | Calicut Red Sparks FC          | 7                | 0          |
| DEF      | Herdi Siamand              | Zakho FC                       | 6                | 1          |
| DEF      | Sherzad Mohamad            | Arbil FC                       | 5                | 0          |
| DEF      | Amanj Kareem               | Arbil FC                       | 5                | 0          |
| DEF      | Khalid Musheer             | Lincoln Red Imps Football Club | 4                | 1          |
| MED      | Nechirvan Shukri           | Dohuk FC                       | 7                | 0          |
| MED      | Barzan Sherzad             | Zakho FC                       | 4                | 0          |
| MED      | Amanj Omer                 | Peshmerga FC                   | 7                | 1          |
| MED      | Amad Ismail                | Dohuk FC                       | 4                | 3          |
| MED      | Ali Aziz                   | Ararat FC                      | 7                | 4          |
| MED      | Kosret Bayiz               | Arbil FC                       | 4                | 2          |
| MED      | Miran Khasrew              | Arbil FC                       | 7                | 0          |
| MED      | Haider Qarman (Shwan Mamo) | Arbil FC                       | 8                | 6          |
| MED      | Ali Sirwan                 | Kirkuk FC                      | 0                | 0          |
| MED      | Halgurd Mulla Mohammed     | Arbil FC                       | 8                | 5          |
| DEL      | Karzan Abdulla             | Brusk FC                       | 10               | 6          |
| DEL      | Nawzad Sherzad             | Arbil FC                       | 3                | 2          |
| DEL      | Salih Jaber                | Calcio Como 1907               | 3                | 0          |
| DEL      | Ranj Bahaddin              | Sulaymaniya FC                 | 2                | 0          |
| DEL      | Ayoob Ayad                 | Duhok SC                       | 1                | 0          |

## Partidos

### Copa Mundial VIVA
| Fecha               | Rival             | Resultado |
| ------------------- | ----------------- | --------- |
| 7 de julio de 2008  | Laponia           | 2-2       |
| 9 de julio de 2008  | Provenza          | 3-0       |
| 10 de julio de 2008 | Padania           | 1-2       |
| 11 de julio de 2008 | Pueblo Arameo     | 0-0       |
| 13 de julio de 2008 | Laponia           | 1-3       |
| 23 de junio de 2009 | Occitania         | 4-0       |
| 24 de junio de 2009 | Padania           | 1-2       |
| 25 de junio de 2009 | Provenza          | 6-0       |
| 27 de junio de 2009 | Padania           | 0-2       |
| 31 de mayo de 2010  | Dos Sicilias      | 4-1       |
| 2 de junio de 2010  | Provenza          | 3-2       |
| 4 de junio de 2010  | Occitania         | 2-1       |
| 5 de junio de 2010  | Padania           | 0-1       |
| 4 de junio de 2012  | Sahara Occidental | 6-0       |
| 6 de junio de 2012  | Occitania         | 1-0       |
| 8 de junio de 2012  | Provenza          | 2-1       |
| 9 de junio de 2012  | Chipre del Norte  | 2-1       |

### Copa Mundial de ConIFA
| Fecha              | Rival              | Resultado      |
| ------------------ | ------------------ | -------------- |
| 1 de junio de 2014 | Pueblo Arameo      | 1-2            |
| 3 de junio de 2014 | Tamil Eelam        | 9-0            |
| 4 de junio de 2014 | Ellan Vannin       | 1-1 (2-4 pen.) |
| 5 de junio de 2014 | Occitania          | 2-2 (5-4 pen.) |
| 7 de junio de 2014 | Padania            | 1-1 (3-4 pen.) |
| 29 de mayo de 2016 | País Székely       | 3-0            |
| 31 de mayo de 2016 | Coreanos en Japón  | 3-0            |
| 2 de junio de 2016 | Padania            | 2-2 (6-7 pen.) |
| 3 de junio de 2016 | Armenia Occidental | 0-0 (5-6 pen.) |
| 4 de junio de 2016 | Coreanos en Japón  | 1-1 (2-4 pen.) |

### Otros torneos
| Fecha              | Competición                                        | Rival             | Resultado |
| ------------------ | -------------------------------------------------- | ----------------- | --------- |
| 15 de mayo de 2012 | Copa Internacional de Palestina 2012               | Mauritania        | 3-1       |
| 19 de mayo de 2012 | Copa Internacional de Palestina 2012               | Indonesia         | 1-1       |
| 22 de mayo de 2012 | Copa Internacional de Palestina 2012               | Túnez             | 1-2       |
| 2013               | Torneo Internacional de Pueblos, Culturas y Tribus | UGA Ardeiv        | 1-1       |
| 2013               | Torneo Internacional de Pueblos, Culturas y Tribus | Sahara Occidental | 6-0       |
| 2013               | Torneo Internacional de Pueblos, Culturas y Tribus | Quebec            | 1-0       |
| 2013               | Torneo Internacional de Pueblos, Culturas y Tribus | Provenza          | 1-0       |